# Benedictum
Benedictum est un groupe américain de heavy metal, originaire de San Diego, en Californie, résidant à Phoenix, en Arizona. Le groupe est composé de la chanteuse Veronica Freeman, du guitariste Pete Wells, du bassiste Aric Avina et du batteur Rikard Stjernquist. Depuis sa formation, le groupe compte quatre albums studio, débutant avec Uncreation en 2006, suivi de Seasons of Tragedy en 2008, tous deux sur le label espagnol Locomotive Music, avant de signer avec le label italien Frontiers Records pour leur troisième album, Dominion, sorti en 2011. Leur quatrième album, Obey, sort sur Frontiers Records en 2013.

## Histoire
Benedictum est formé à l'origine sous le nom de Bound par la chanteuse Veronica Freeman et le guitariste Pete Wells à San Diego, en Californie, en 2005. Les deux membres fondateurs faisaient partie du groupe Malady depuis plus de dix ans. Freeman et Wells recrutent le batteur Blackie Sanchez et le claviériste Chris Morgan, avec qui Freeman avait joué dans le groupe Evilution, qui rendait hommage à Dio. La connaissance de Freeman avec le guitariste de Dio, Craig Goldy, amène le groupe à rencontrer l'ancien bassiste de Dio et de Dokken, Jeff Pilson, qui produit leur première démo de trois titres et contribue à la guitare basse. Fin 2005, ils signent un contrat avec le label espagnol Locomotive Records.
Après avoir signé avec Locomotive Records, Benedictum entre en studio pour enregistrer son premier album avec une production de Jeff Pilson et un mixage de Pilson et de l'ancien membre de Warlock Tommy Henriksen. Le groupe enregistre onze chansons, y compris les reprises des chansons Heaven and Hell et The Mob Rules de Black Sabbath, chansons que les membres du groupe jouent pendant des années dans des groupes d'hommage. L'ancien membre de Rainbow et de Dio Jimmy Bain et Craig Goldy deux tous en tant qu'invités sur l'album. Uncreation devait initialement sortir le 17 octobre 2005, mais est reporté au 20 janvier 2006, selon la déclaration de la chanteuse Veronica Freeman.
Après avoir reçu de bonnes critiques pour Uncreation, y compris un choix de « groupes à suivre en 2006 » par le magazine britannique Classic Rock, le groupe tourne en Europe pour la première fois au cours de l'été de la même année, en commençant par l'énorme festival italien Gods of Metal près de Milan. Benedictum obtient également un créneau sur la tournée européenne de Doro pendant l'hiver 2006.
En ce qui concerne Seasons of Tragedy, le critique Stewart Mason d'AllMusic déclare que « la chanteuse Veronica Freeman a une voix puissante et cassante, semblable parfois au puissant mugissement de Grace Slick à l'époque de Jefferson Starship, et le claviériste Chris Morgan préfère ajouter une coloration subtile et des parties de bourdonnement puissantes plutôt que des bidouillages boiteux à la Keith Emerson ».
Les nouveaux membres Rikard Stjernquist (ex-Jag Panzer) à la batterie et Aric Avina à la basse sont recrutés en 2012 pour enregistrer leur dernier album Obey, sorti en novembre 2013.

## Discographie

### Albums studio
- 2006 : Uncreation
- 2008 : Seasons of Tragedy
- 2011 : Dominion
- 2013 : Obey